# 胡録神社 (荒川区)
胡録神社（ころくじんじゃ）は、東京都荒川区南千住にある神社。

## 概要
1561年（永禄4年）に創建された。上杉謙信の家臣だった高田嘉左衛門一党が、この汐入の地で土着した際に祀った祠が起源である。
かつては神仏習合による大六天を祀る神社であったが、明治時代の神仏分離政策により、当時の汐入で生産が盛んだった胡粉の「胡」と大六天の「六」を「録」にした「胡録神社」に改称された。
昭和末期より、汐入地区の都市再開発が始まり、神社周辺は大きく様変わりした。胡録神社も若干位置を移動した。

## 交通アクセス
- 南千住駅より徒歩10分。